# 31. Division (Japanisches Kaiserreich)
Die 31. Division (jap. 第31師団, Dai-sanjūichi Shidan) war eine Division des Kaiserlich Japanischen Heeres, die 1943 aufgestellt und 1945 aufgelöst wurde. Sie war maßgeblich an der Schlacht um Kohima während der japanischen Operation U-gō beteiligt. Ihr Tsūshōgō-Code (militärischer Tarnname) war Eifrig-Division (烈兵団, Retsu-heidan) bzw. Retsu 10701 bzw. Retsu 10720.

## Geschichte der Einheit

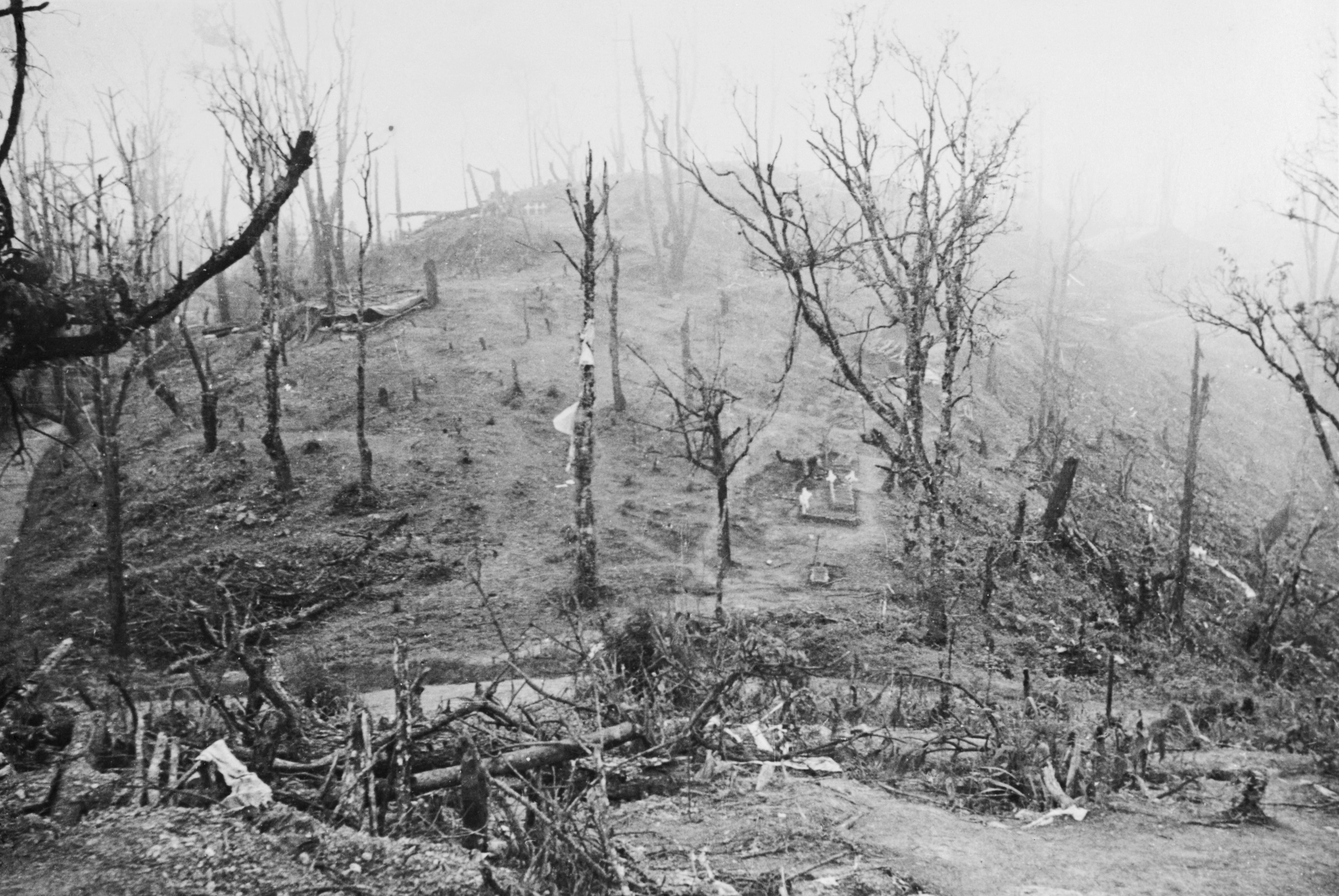
Blick auf den verwüsteten Garrison Hill, der die japanischen und britischen Stellungen zeigt. Das Bild gibt Zeugnis der erbitterten und intensiven Kämpfe von März bis Juli 1944 wieder.

Die 31. Division wurde am 14. Mai 1943 unter dem Kommando von Generalleutnant Satō Kōtoku als Typ-B-„Standard“-Division als Triangulare Division aufgestellt und unterstand der 15. Armee. Sie bestand aus der 31. Infanterie-Brigade (58., 124. und 138. Infanterie-Regiment) sowie dem 31. Aufklärungs-Regiment, dem 31. Feldgeschütz-Regiment und dem 31. Pionier- und Transport-Regiment. Die 31. Division wurde damit aus bestehenden Regimentern zusammengestellt, die durch die Umstellung von Karree- auf Triangulare Division freigeworden waren. So kam das 58. Infanterie-Regiment von der 13., das 124. Infanterie-Regiment von der 18. und das 138. Infanterie-Regiment von der 116. Division. Das Hauptquartier der rund 20.000 Mann starken Division befand sich in Bangkok. Die restlichen Truppen wurden aus frisch ausgehobenen Rekruten zusammengestellt.

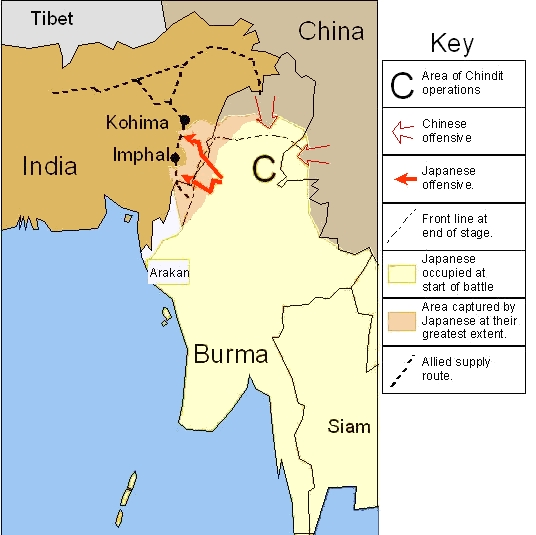
Karte der japanischen Angriffsziele Kohima und Imphal.

Ende 1943 wuchs beim Kommandierenden der 15. Armee, Generalleutnant Mutaguchi Renya, der Plan, eine Invasion Indiens aus Burma zu starten. Letztendlich gab Mutaguchis Vorgesetzter, General Kawabe Masakazu, Befehlshaber der Regionalarmee Burma, sein Einverständnis. Das Unternehmen wurde Operation U-gō getauft und sah vor, dass die 33. und 55. Division Imphal angreifen, belagern und einnehmen sollte (siehe Schlacht um Imphal), während die 31. Division Kohima als Angriffsziel hatte. Kohima war für die Alliierten ein wichtiger Nachschubposten für Imphal und die Einnahme ersteren würde die Erfolgsaussichten drastisch erhöhen.
Am 15. März 1944 machte sich Satō mit seiner Division, die zu diesem Zeitpunkt etwa 15.000 Mann zählte, auf den über 100 km langen Weg quer durch den Dschungel Birmas. Alle Lasten, Waffen, Verpflegung und Munition, mussten von seinen Männern oder Lasttieren transportiert werden. Für die Dauer der Operation war ein stetiger Versorgungsfluss, wie sonst üblich, nicht vorgesehen und ließ das Unternehmen auf dünnen Stelzen stehen. Satō war zwar ein zielstrebiger und aggressiver Befehlshaber und somit für diese Aufgabe prädestiniert, war aber nicht nur aus logischen Gründen gegen den Plan Mutaguchis gewesen, sondern auch aus persönlichen. Seit langem war er ein erbitterter politischer Gegner Mutaguchis und brachte dies bei jeder Gelegenheit zum Ausdruck.
Am 19. März konnte die Vorhut der 31. Division die bei Sheldon's Corner stationierte 50. indische Fallschirmjäger-Brigade überraschen und vertreiben. Alarmiert durch das Auftauchen starker japanischer Kräfte wurden die alliierten Truppen bei Kohima per Lufttransport durch die 161. indische Brigade der 5. indischen Division verstärkt. Bereits am 22. März hatte sich die 31. Division bis nach Sangshak durchgeschlagen und griff in mehreren Angriffswellen die zurückgezogenen Reste der 50. Fallschirmjäger-Brigade an (→ Schlacht um Sangshak).
Am 4. April erreichten die ersten Truppen der von Marsch und Kämpfen erschöpften 31. Division Kohima. Die britischen und indischen Truppen erweiterten bei Kohima, das auf einem Höhenkamm liegt, den Ausbau ihrer Stellungen mit Bunkern und Laufgräben. Die Japaner begannen umgehend, die alliierten Stellungen mit ihren Typ 94 75-mm-Gebirgsgeschützen zu beschießen. Bis zum 17. April konnte die 31. Division den Ring um Kohima immer enger ziehen, wobei der Nachschubmangel insgesamt, vor allem aber bei Artilleriegranaten, immer schwerwiegender wurde. Der erlahmende japanische Angriff ermöglichte es den Briten am 18. April zum ersten Mal seit Beginn der Angriffe, Nachschub und Entsatz nach Kohima zu bringen – darunter auch einige Lee Grant Panzer. Ab 20. April traf die britische 2nd Infantry Division ein und ließ die Zahl der Verteidiger erneut ansteigen. Angesichts der erneuten alliierten Verstärkung sah sich Generalleutnant Satō dazu veranlasst, sich beim Hauptquartier der 15. Armee über ausbleibenden Nachschub zu beschweren.
Am 23. April befahl Satō in einer letzten verzweifelten Anstrengung, Kohima einzunehmen, die jedoch scheiterte. Danach ging die 31. Division in die Defensive über. Mit Hilfe der Panzer gingen die Alliierten danach zur Offensive über und säuberten nach und nach die japanischen Bunker. Am 25. Mai, nach zweimonatiger ununterbrochener Kämpfe und quasi ohne Versorgung, funkte Satō an Mutaguchi um Erlaubnis, sich zurückziehen zu dürfen, was ihm dieser jedoch nicht gewährte. Sechs Tage später schickte Satō folgenden Funkspruch an Mutaguchi:

「善戦敢闘六十日におよび人間に許されたる最大の忍耐を経てしかも刀折れ矢尽きたり。いずれの日にか再び来たって英霊に託びん。これを見て泣かざるものは人にあらず。」

„Wir haben über zwei Monate mit größter Tapferkeit gekämpft und die Grenzen menschlicher Stärke erreicht. Unsere Schwerter sind zerbrochen und die Pfeile verschossen. Bittere Tränen weinend ziehen wir uns von Kohima zurück.“

Am 31. Mai zog Satō seine auf ca. 8.000 Mann zusammengeschrumpfte Division auf Eigenverantwortung von Kohima ab und begab sich auf den Rückzug. Satōs Befehlsverweigerung hatte ein Nachspiel und führte zu dessen Abberufung. Am 5. Juli 1944 wurde er durch Generalleutnant Kawada Tsuchitarō abgelöst.
Die Reste der 31. Division zogen sich, unter Zurücklassung ihrer gesamten Ausrüstung, nach Burma zurück.
Offiziell wurde die Division im September 1945 aufgelöst.

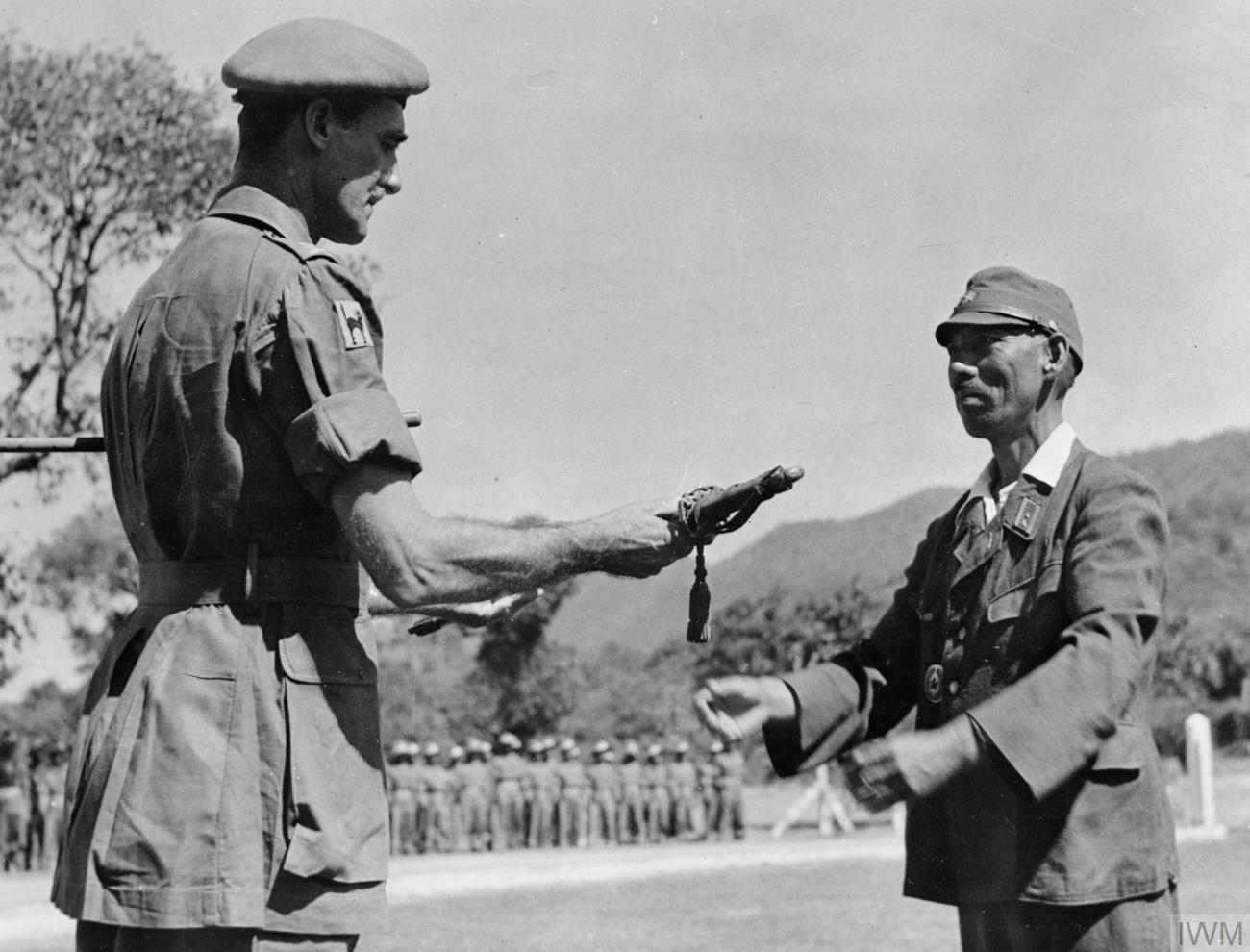
Generalleutnant Kawade Tsuchitaro übergibt sein Schwert als Zeichen der Kapitulation an Generalmajor Arthur Crowther, Befehlshaber der 17. Indischen Division, Thaton, nördlich von Moulmein, Burma, 1945

## Gliederung
Im März 1943 erfolgte die Aufstellung zu einer Typ B „Standard“ Division wie folgt:
- 31. Infanterie-Divisions-Stab (75 Mann)
  - 31. Infanterie-Brigade-Stab  (100 Mann)
    - 58. Infanterie-Regiment (3845 Mann)
    - 124. Infanterie-Regiment (3845 Mann)
    - 138. Infanterie-Regiment (3845 Mann)

  - 31. Feldartillerie-Regiment (ca. 3400 Mann) 1
    - 24 × Typ 38 7,5-cm-Feldgeschütz
    - 12 × Typ 91 10-cm-Haubitze

  - 31. Aufklärungs-Regiment (ca. 440 Mann)
  - 31. Signal-Einheit (ca. 250)
  - 31. Pionier-Regiment (800 Mann)
  - 31. Transport-Regiment (1700 Mann)
  - 31. Feldhospital (4× 250 Mann)
  - 31. Sanitäts-Einheit (ca. 900 Mann)
  - 31. Wasserversorgungs- und -aufbereitungs-Einheit (200 Mann)
  - 31. Veterinär-Hospital (50 Mann)
  - 31. Versorgungs-Kompanie (50 Mann)

Gesamtstärke: ca. 20.720 Mann

## Führung
Divisionskommandeure
- Satō Kōtoku, Generalleutnant:  25. März 1943 – 5. Juli 1944
- Kawada Tsuchitarō, Generalleutnant: 5. Juli 1944 – September 1945